# Лето мисс Форбс
«Лето мисс Форбс» (исп. El Verano De La Senora Forbes) — кинофильм по рассказу Габриэля Гарсиа Маркеса.

## Сюжет
Родители собираются в поездку и решают нанять на время отсутствия гувернантку. Ей оказывается миссис Форбес, немка. Взяв детей в ежовые рукавицы, она не оставляет им выбора — они решают избавиться от кошмарной домомучительницы. Первый делом нужно отправиться на разведку — и ночью детям становится известна тайна миссис Форбес.

## В ролях
- Ханна Шигулла — мисс Форбс
- Франсиско Гатторно — Акилес
- Алексис Кастаньярес — Сандро
- Виктор Сесар Вильялобос — Маурисио
- Гвадалупе Сандоваль — Cook
- Фернандо Бальсаретти — Эдуардо